# キリバス航空
キリバス航空（英語: Air Kiribati）は、キリバス共和国タラワ環礁のボンリキ国際空港をハブ空港とした航空会社である。（2012年3月現在）ボンリキ国際空港を拠点にキリバスのギルバート諸島各地の空港やフィジーのナンディまで国際線を運航している。2009年にコーラル・サン航空が設立されるまではキリバスで唯一の航空会社であった。

## 概要

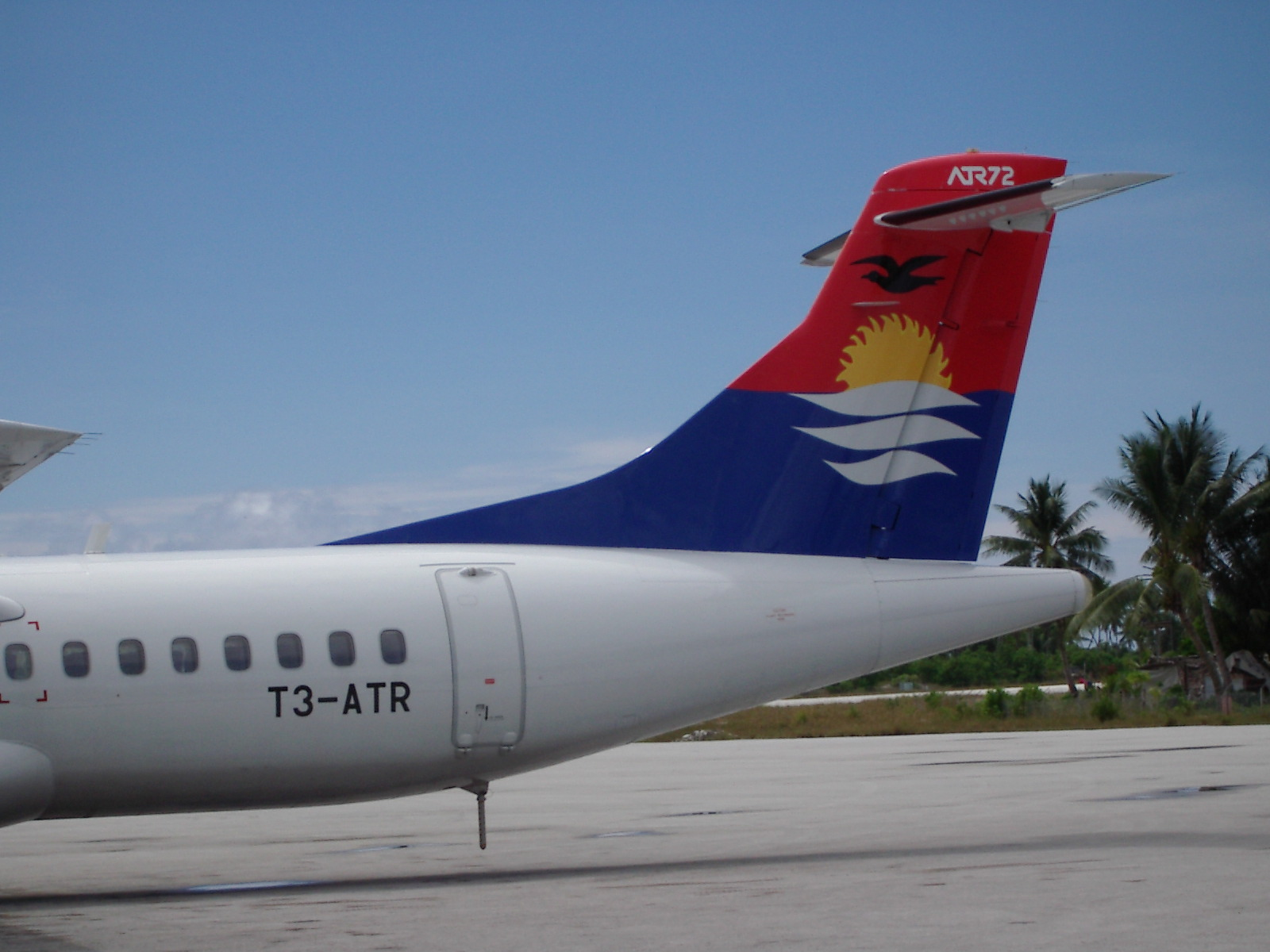
キリバス航空のATR 72

キリバスでは、1977年10月31日から国営のツンガル航空がキリバス各地だけでなく、ボーイング727型機、737型機を用いてハワイ、タヒチ、ツバルへの路線を開設していたが、1994年に経営破綻したため、ツンガル航空に代わる新たな航空会社として1995年4月1日にキリバス航空が設立された。
キリバス航空の路線は、かつてのツンガル航空の路線を継承したものであるが、ツンガル航空はフェニックス諸島のカントン島やライン諸島のキリスィマスィ島のカシディー国際空港への路線を運航していたのに対して、キリバス航空（2018年現在）は運航可能機材未運用のためライン諸島への直行便を運航していない。なお、2005年10月4日から2008年9月までは、エア・パシフィック航空のボーイング737NGと乗組員をチャーターするという形で、ボンリキ国際空港からカシディー国際空港まで毎週火曜日に1便直行便が就航していたが、カシディー国際空港の滑走路の状態が悪化した事を受けて路線を休止した。2018年にエンブラエルと政府がE190-E2を2機購入契約したことで同機が納入される2019年以降直行便可能な機体を保有することになるとしていたが、2019年に豪州籍で機体受領後、ETOPS運航資格などの関係で未就航のまま他社で豪州を中心にチャーター運用されていて、2004年3月にキリバス航空は国際線の運航を取りやめたが、2009年11月に5年半ぶりにナウルのナウル航空のボーイング737-700をウェットリースし国際線を再開し、その合間でキリスィマスィ島との路線も同機体で週1便運航されている。

## 保有機材

### 運用機材
このほか前述キリスィマスィ島運航用エンブラエルE190-E2導入契約したがETOPS運航資格問題などにより他社がリースチャーター運用中（VH-IKJ）。

また、そのキリスィマスィ島運航用としてナウル航空ボーイング737-700（VH-INU）を乗員込みで一時ウエットリース運用している。

### 退役機材
ブリテン・ノーマン アイランダーBN2A（定員9名）、CASA C-212-200（定員26名）、Y12-II（定員17名）を各1機運用していた。

この他に、ATR 72が1機導入されていた時期もあったが、コストがかかりすぎたために1年間で運用を休止した。

## 就航都市

### 国際線
- フィジー
  - ビティレブ島ナンディ（ナンディ国際空港）[2]

### 国内線

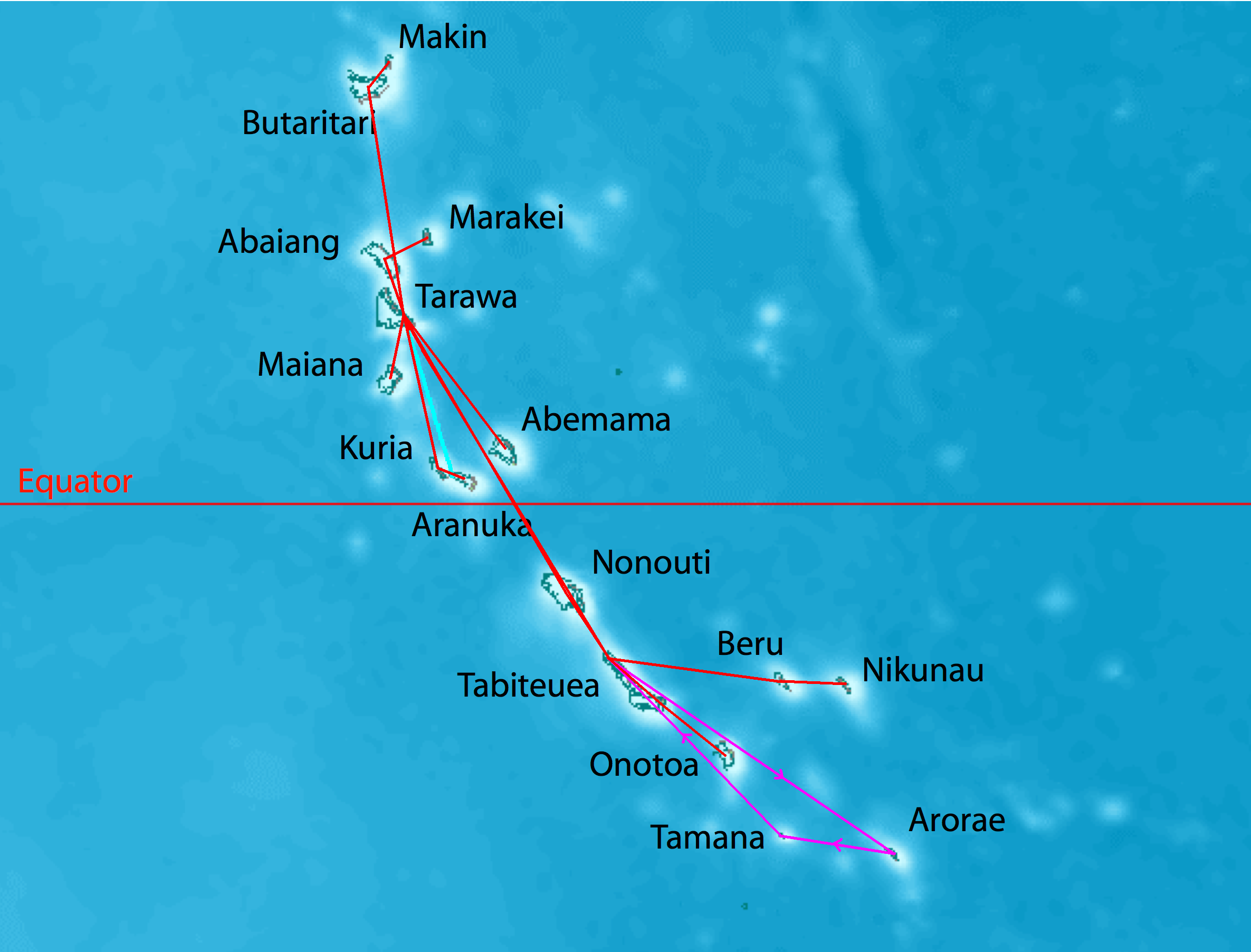
キリバス航空の国内線路線図。ピンクの線は矢印の示す方向のみ運航。

- タラワ環礁ボンリキ島（英語版）（ボンリキ国際空港）
- アベイアン環礁（アベイアン環礁空港（英語版））
- アベママ環礁（アベママ環礁空港（英語版））
- アラヌカ環礁（アラヌカ空港（英語版））
- アロラエ（英語版）島（アロラエ空港（英語版））
- ベルー島（英語版）（ベルー島空港（英語版））
- ブタリタリ環礁（ブタリタリ環礁空港（英語版））
- クリア島（英語版）（クリア空港）
- マイアナ環礁（マイアナ空港）
- マラケイ環礁（マラケイ空港（英語版））
- マキン島（マキン空港）
- ニクナウ（英語版）環礁（ニクナウ空港（英語版））
- ノノウチ（英語版）環礁（ノノウチ空港）
- オノトア（英語版）環礁（オノトア空港）
- タビテウエア（英語版）環礁
  - 北島（タビテウエア北空港）
  - 南島（タビテウエア南空港）
- タマナ島（英語版）（タマナ空港）
- キリスィマスィ島（カシディー国際空港）:ナウル航空の機材と乗組員でウェットリース運航
- タブアエラン環礁
- テライナ（ワシントン）島

## 脚註
1. ↑  エア・キリバチがE190-E2導入へ 純粋な国内線の運航が可能に
2. ↑  ナウル航空の機材と乗組員で運航